# Liste des lieutenants-gouverneurs de l'Alberta
Voici la liste des lieutenants-gouverneurs de l'Alberta, province du Canada créée le 1er septembre 1905.

## Lieutenants-gouverneurs depuis 1905
|  |     | Nom du Lieutenant-gouverneur  | De                 | À                |
|  | --- | ----------------------------- | ------------------ | ---------------- |
|  | 1er | George Hedley Vicars Bulyea   | 1er septembre 1905 | 20 octobre 1915  |
|  | 2e  | Robert George Brett           | 20 octobre 1915    | 29 octobre 1925  |
|  | 3e  | William Egbert                | 29 octobre 1925    | 5 mai 1931       |
|  | 4e  | William Legh Walsh            | 5 mai 1931         | 1er octobre 1936 |
|  | 5e  | Philip Carteret Hill Primrose | 1er octobre 1936   | 17 mars 1937     |
|  | 6e  | John Campbell Bowen           | 23 mars 1937       | 1er février 1950 |
|  | 7e  | John James Bowlen             | 1er février 1950   | 19 décembre 1959 |
|  | 8e  | John Percy Page               | 19 décembre 1959   | 6 janvier 1966   |
|  | 9e  | J. W. Grant MacEwan           | 6 janvier 1966     | 2 juillet 1974   |
|  | 10e | Ralph Garwin Steinhauer       | 2 juillet 1974     | 18 octobre 1979  |
|  | 11e | Frank Lynch-Staunton          | 18 octobre 1979    | 22 janvier 1985  |
|  | 12e | Helen Hunley                  | 22 janvier 1985    | 11 mars 1991     |
|  | 13e | Gordon Towers                 | 11 mars 1991       | 17 avril 1996    |
|  | 14e | Bud Olson                     | 17 avril 1996      | 10 février 2000  |
|  | 15e | Lois Hole                     | 10 février 2000    | 6 janvier 2005   |
|  | 16e | Norman Kwong                  | 20 janvier 2005    | 11 mai 2010      |
|  | 17e | Donald Ethell                 | 11 mai 2010        | 12 juin 2015     |
|  | 18e | Lois Mitchell                 | 12 juin 2015       | 26 août 2020     |
|  | 19e | Salma Lakhani                 | 26 août 2020       | en cours         |
|  |     |                               |                    |                  |